# Jour de la Terre
Le Jour de la Terre est une importante célébration environnementale par la société civile. Célébré le 22 avril, le Jour de la Terre est un événement annuel mondial où plusieurs manifestations soutenant la protection de l'environnement sont effectuées dans divers pays.

## Origines

### Année 1969: marée noire de Santa Barbara
En 1969, l’Union Oil (l'un des principaux groupes pétroliers américains, connu aujourd'hui sous le nom d'Unocal Corporation) exploite à Santa Barbara du pétrole et du gaz à plus d'un kilomètre de profondeur grâce à une plateforme offshore nommée Alpha. Entre janvier et février 1969, alors qu’elle exploite la plateforme, l’Union Oil ne compense pas suffisamment la pression créée par l’extraction du tuyau (qui aurait dû être compensée par le pompage de la boue de forage), ce qui provoque une augmentation désastreuse de la pression. Le groupe pétrolier tente alors  de faire baisser la pression en détendant le boîtier au fur et à mesure que la pression augmente mais cela a l’effet inverse. Sous la pression extrême, une rafale de gaz naturel forme des fissures dans les fonds marins entourant Alpha et ces fissures laissent échapper plusieurs millions de litres de pétrole dans l’océan Pacifique, créant ce que l’on nommera par la suite « La marée noire de Santa Barbara »,. Cet évènement, l’une des pires marées noires de l’Histoire des Etats-Unis, est l'une des causes ayant amené à la création du Jour de la Terre.  Après cette marée noire, le sénateur démocrate du Wisconsin Gaylord Nelson se rend à Santa Barbara pour constater l'ampleur de la catastrophe. Dans le vol qui le ramène à Washington, il a l'idée de créer une journée afin de promouvoir la protection de l'environnement dans les campus américains. Il engage alors Denis Hayes, étudiant à la faculté de droit de Harvard, et le charge de mener le projet. C'est ainsi que le Jour de la Terre voit le jour et a lieu pour la première fois le 22 avril 1970.

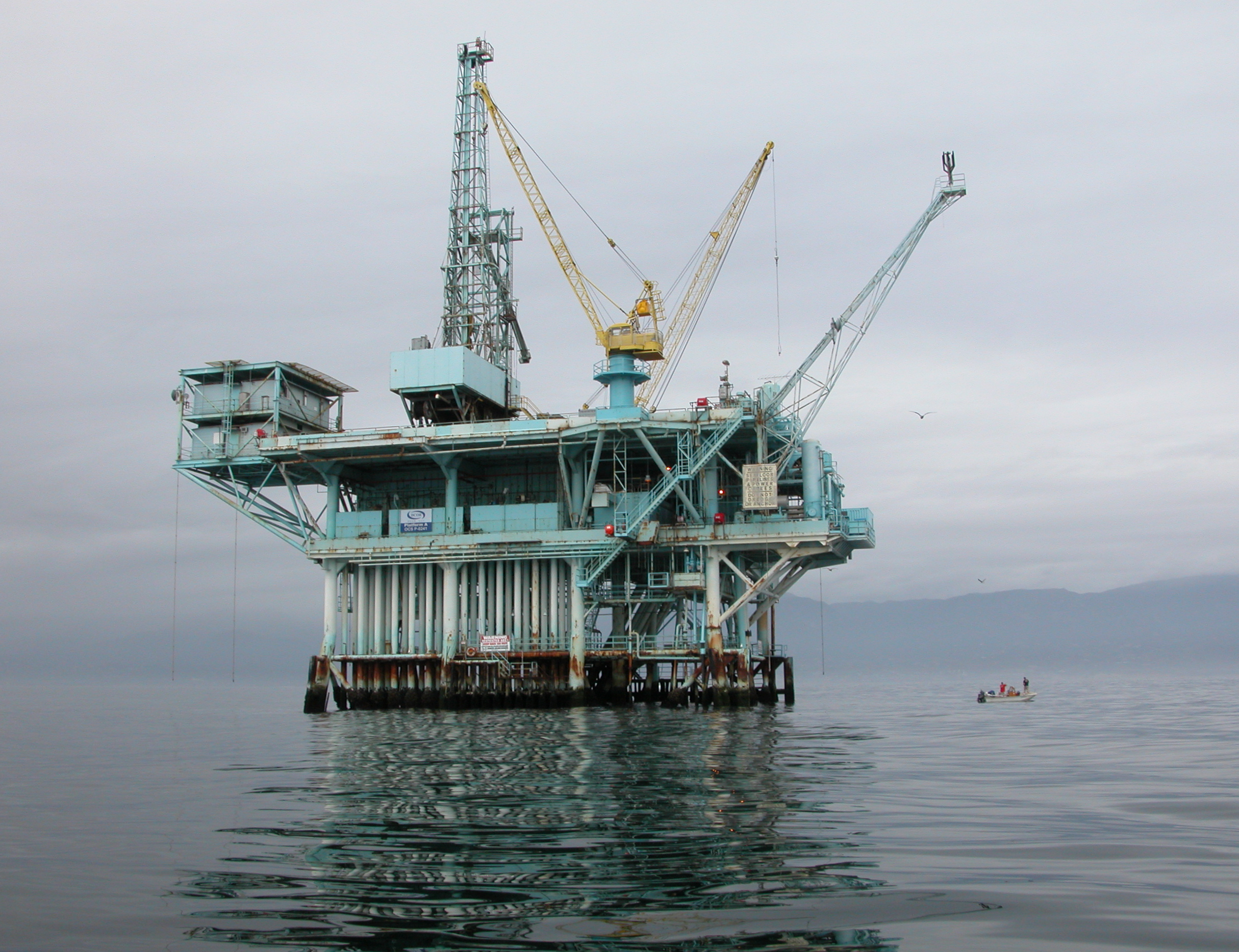
Plateforme Alpha en 2006 après avoir été reconstruite.
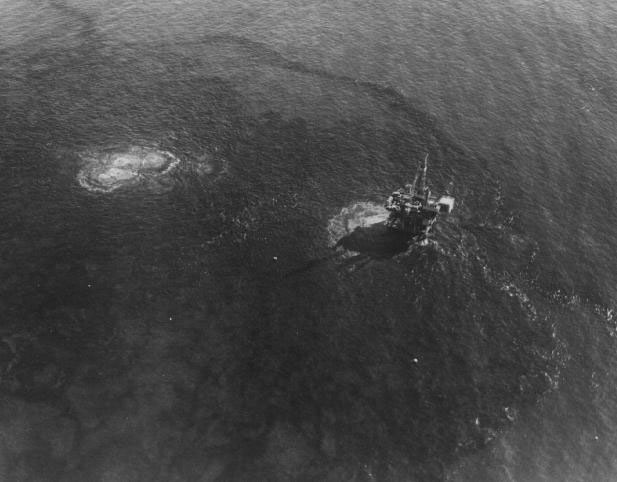
Vue aérienne de la marée noire de Santa-Barbara.

### Années 1970 et 1980: Premières éditions et cantonnement aux États-Unis

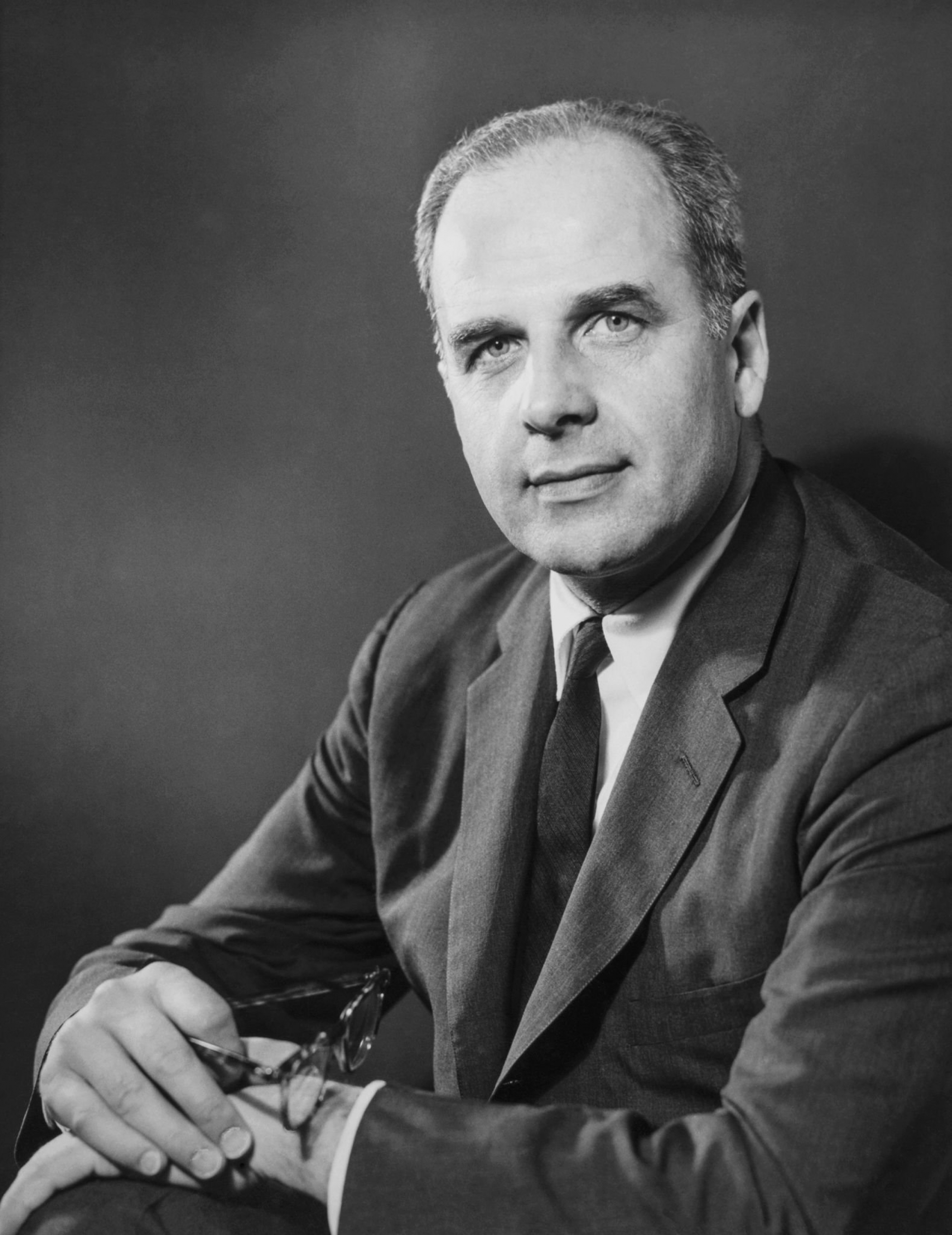
Gaylord Nelson en 1963

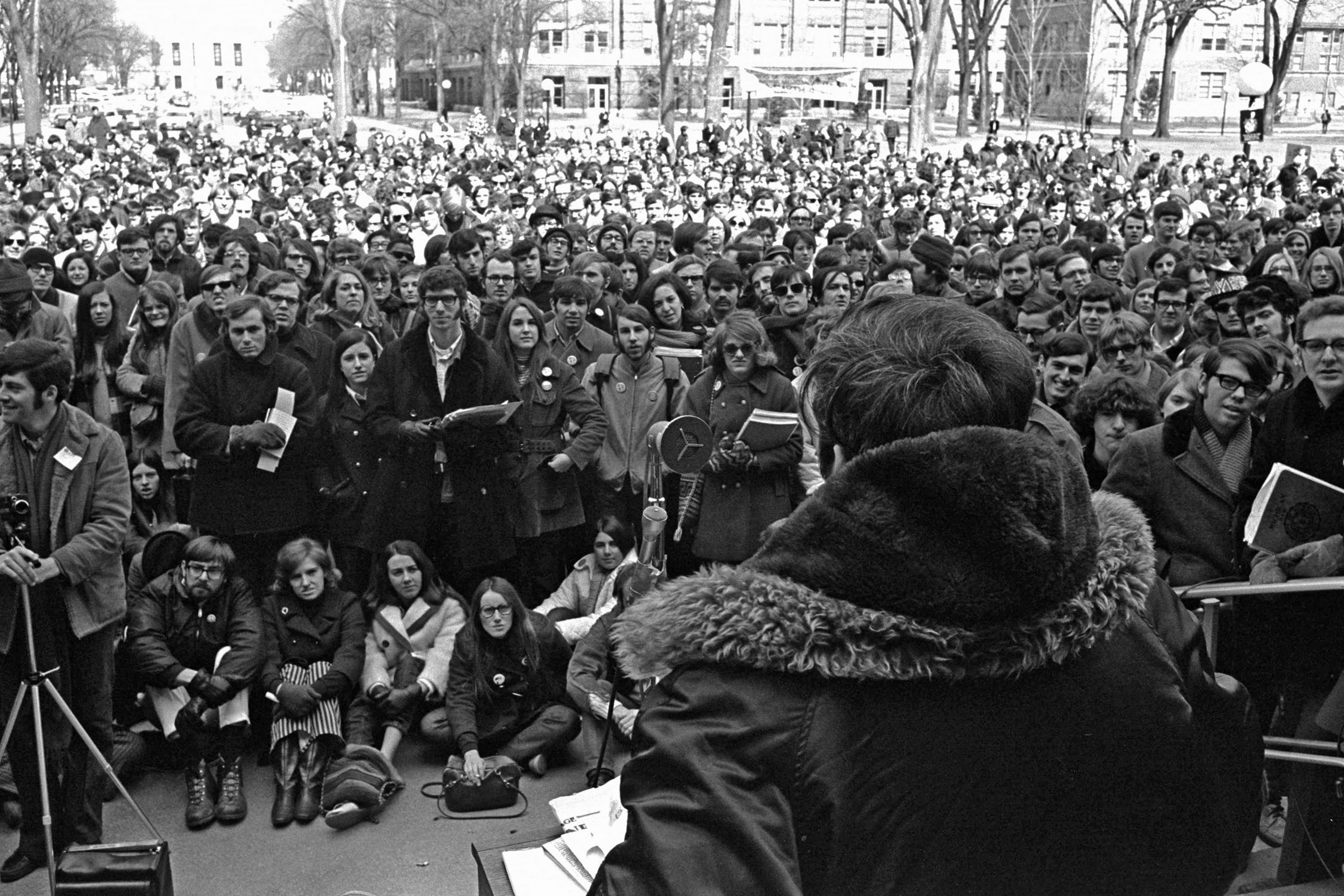
Manifestation étudiante dans le Michigan en 1970

Les premières éditions réunissent principalement des étudiants qui commencent à prendre conscience de l'importance de préserver l'environnement. Dorothy Bradley, ancienne politicienne américaine et participante de la première journée de la Terre explique que Gaylord Nelson et ses soutiens commencent à promouvoir et à défendre l’idée d’un jour de la Terre en 1970. Elle se dit « cela me va droit au cœur » et qu' « il en va de la survie de notre planète » et décide donc d'y participer avec des amis dans son État du Montana. Elle explique également que des réunions rassemblant des étudiants et des professeurs sont organisées durant lesquelles les étudiants échangent sur les questions environnementales relatives à leur communauté. Dans l'État du Montana par exemple, ils échangent sur « les lotissements tentaculaires non planifiés, sur l'impact des détergents à lessive sur les lacs et eaux limpides ou encore sur les sombres résultats de la pollution atmosphérique »). Des manifestations sont également organisées dans le pays pour soutenir la cause environnementale. Cette première édition a par ailleurs favorisé la création de l'agence de protection de l'environnement des États-Unis (EPA) entre 1970 sous le gouvernement de Richard Nixon ainsi que l'adoption des lois «Clean Air, Clean Water, and Endangered Species » entre 1970 et 1973.
À partir des années 1980, les étudiants sont rejoints par les travailleurs et notamment par l'United Auto Workers (UAW)  qui se joint  en 1980 « aux millions d’américains qui participent à cette journée », justifiant cette participation par le fait que les travailleurs sont « particulièrement préoccupés par la marque actuelle d’intimidation anti-environnementale et économique et […] par le ralentissement des lois en faveur de la protection de l’environnement » comme l'explique John Yolton, l’assistant administratif du vice-président du syndicat dans un communiqué. Il explique également que l’engagement de l’United Auto Workers n'est pas récent et que le syndicat participe aux efforts de la Journée de la Terre depuis la première édition en 1970, durant laquelle il était bailleur de fonds et qu’il a toujours « ressenti la responsabilité de faire du progrès au sein de la communauté et non au détriment de la communauté ».

## Années 1990: Mondialisation
Durant les années 1990 sous l'égide de Denis Hayes, après une rencontre en 1989 avec Gilliane Le Gallic, productrice de télévision, Earth Day devient également le Jour de la Terre  et se mondialise. L'association le Jour de la Terre est alors créée pour sensibiliser les pays francophones. Des manifestations et actions sont organisées un peu partout sur la planète. En 1990 par exemple, ce sont plus de 200 millions de personnes à travers 130 pays qui participent à cet évènement avec des actions organisées sur les sept continents :  En Afrique, des arbres sont plantés au Kenya et à l'île Maurice, un rassemblement de cyclistes est organisé au Burkina Faso  pour témoigner un soutien aux moyens de transport plus écologiques et au Zimbabwe, des cours de sensibilisation au développement durable sont dispensés,. En Europe, des arbres sont plantés à Leipzig, la Vistule est nettoyée et des appels à contrôler et reboiser les zones stériles et polluées des pays d’Europe de l’Est sont formulées,. En France, 2 millions de personnes se mobilisent, relayées par tous les médias de l'époque et des fascicules de gestes utiles distribués et encartés dans des journaux. En Asie, des scientifiques américains, chinois et soviétiques gravissent l'Everest pour y ramasser les déchets et aux Philippines, le président Corazon Aquino s'adresse aux philippins pour les inciter les philippins à adopter un mode de vie plus écologique et une chaîne humaine est organisée en faveur de la protection de l'environnement,. En Amérique, on observe manifestations ou célébrations pacifiques dans les rues de Bogota et dans les campus, écoles, stades, villes et centres commerciaux des États-Unis ainsi  que là encore des campagnes de plantage d’arbres, de recyclage et de nettoyage. Et même à l'extrême sud de la planète en Antarctique, l'équivalent de 15 camions de déchets sont ramassés.
Les éditions de la décennie 90 sont par ailleurs mieux structurées que celles de la décennie 1970, notamment grâce à la mise en place en 1990 d'un conseil d’administration (composé de gouverneurs et membres du Congrès américain, d’hommes d’affaires, de chefs religieux, de journalistes, de syndicaux, d’écologistes, de célébrités mais aussi de représentants de 33 pays) ayant pour mission est de coordonner le mouvement.
Elles sont également à l’origine de nombreuses initiatives et lois en faveur de l’écologie (comme la création d’aires protégées de plus de 99 millions d’acres de terre en Alaska ou l'organisation de la conférence des Nations unies sur l'environnement et le développement à Rio de Janeiro),.

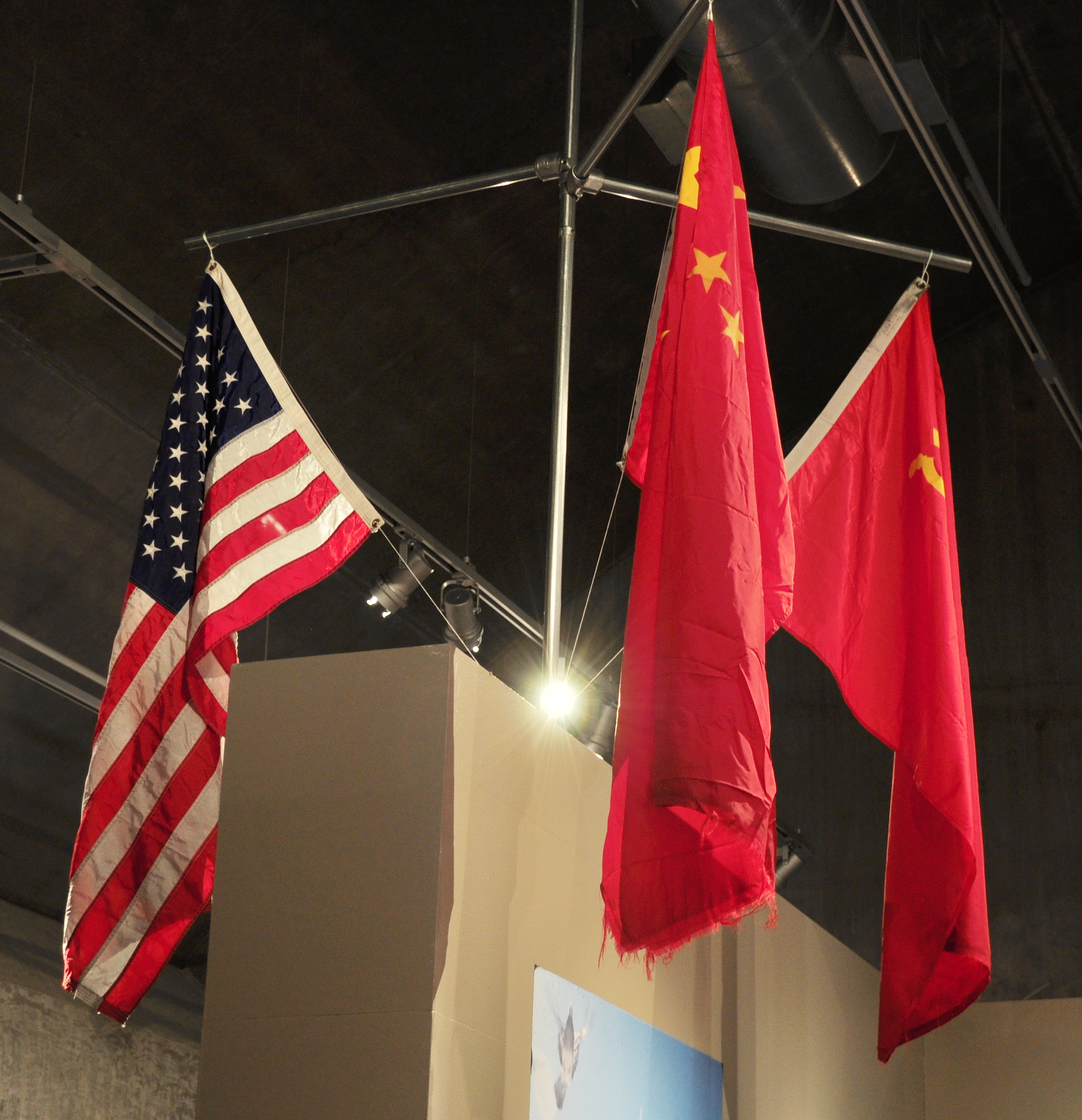
Drapeaux américain, chinois et soviétique que les scientifiques ont amené lors de leur ascension de l'Everest pour ramasser les déchets.
Sommet de Rio en 1992.
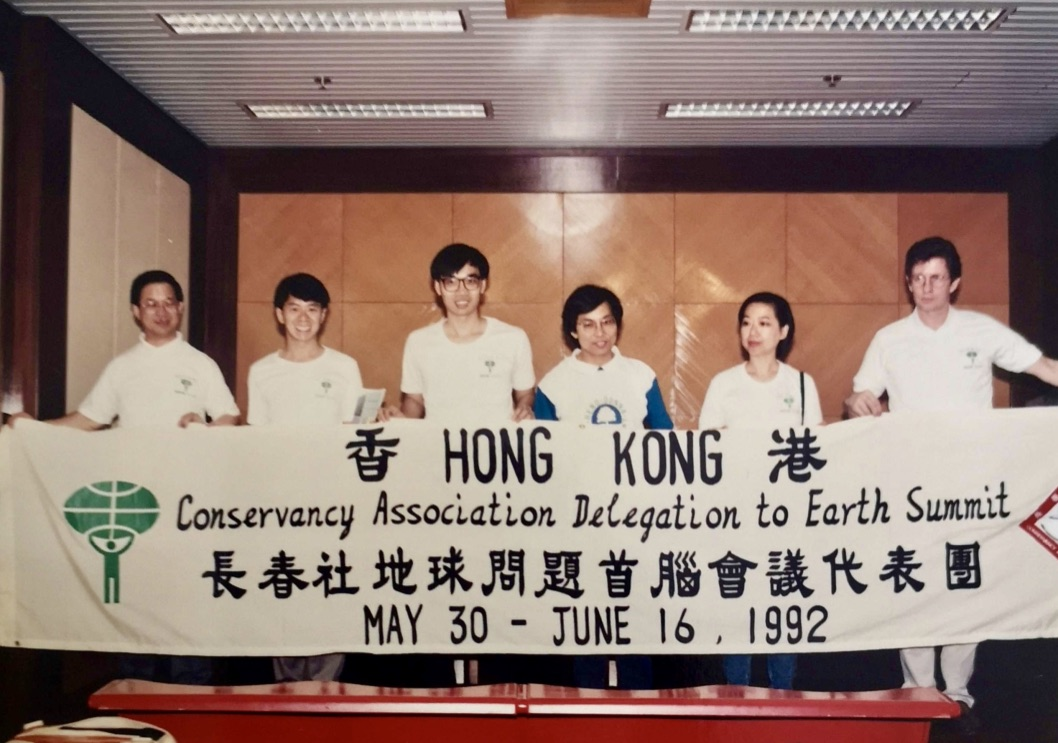
L'ONG environnementale hongkongaise Association de conservation au Sommet de Rio.

## Années 2000: Institutionnalisation et critiques

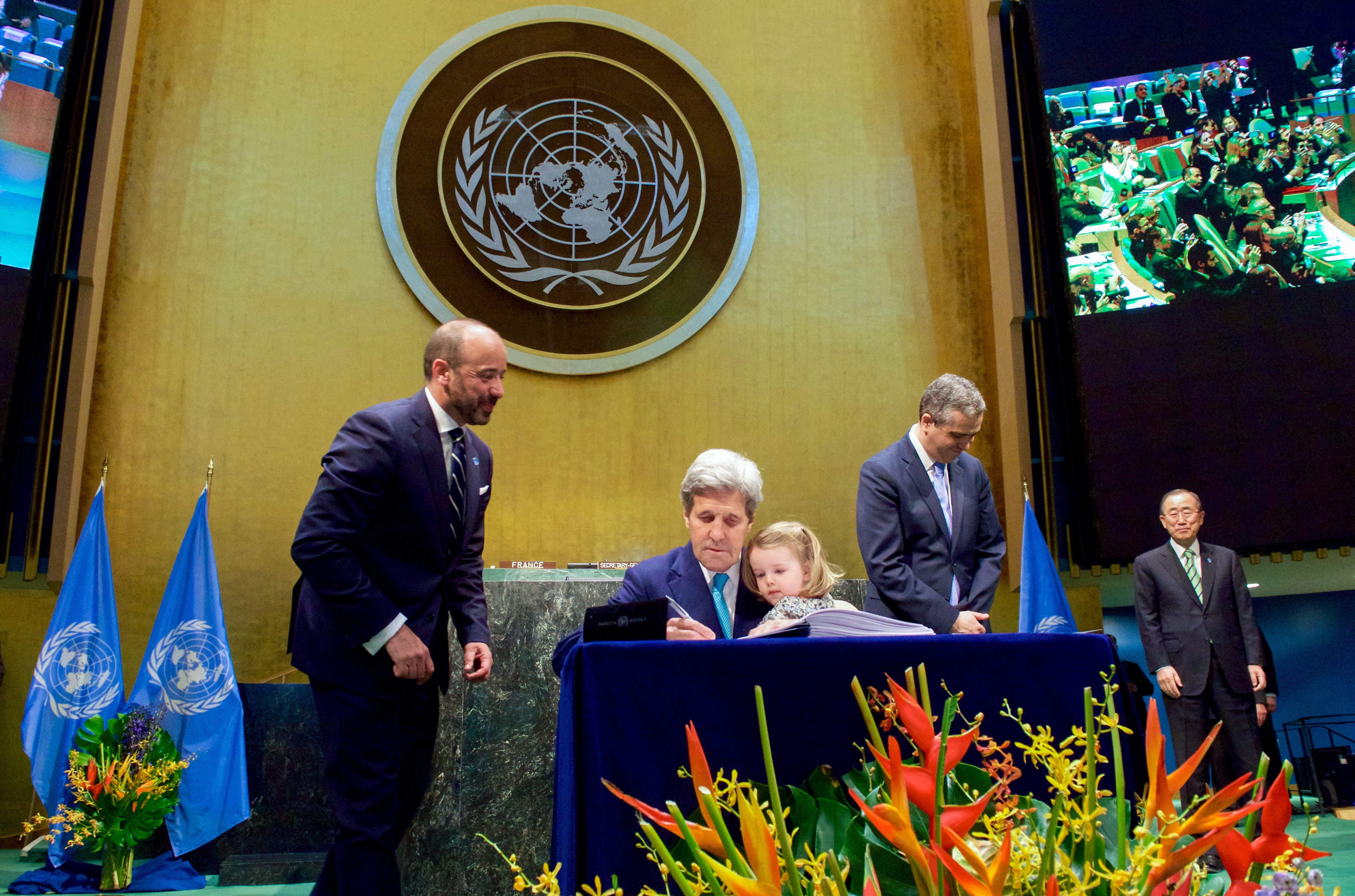
John Kerry, accompagné de sa petite-fille, signant l'Accord de Paris, le 22 avril 2016 aux Nations unies.

Les années 2000 et 2010 sont également marquantes pour le Jour de la Terre et la protection de l'environnement, notamment avec l'accord de Paris sur le climat, signé par plus de 170 parties (incluant la Chine, les États-Unis et l'Union européenne) à l'occasion du Jour de la Terre 2016. Cependant, le Jour de la Terre continue à recevoir des critiques.

### Institutionnalisation et éphémérité des efforts
Avec la résolution (A/RES/63/278) adoptée par l'Assemblée générale des Nations unies en 2009 et qui désigne le 22 avril comme « Journée internationale de la Terre nourricière », l'esprit d'une journée consacrée à la protection de l'environnement est renforcé. Cependant, cet esprit est critiqué par certaines personnes comme l'historien et géographe américain David Lowenthal qui émet une double critique : il critique d'une part le rôle des  États-Unis  dans les impacts environnementaux, expliquant qu'ils sont « les pionniers des impacts environnementaux dont les conséquences écologiques menacent la sécurité de l’humanité [...] » et que leur mode de vie est très  consommateur au point que« si le reste du monde était tout aussi extravagant, les risques auxquels nous sommes confrontés aujourd’hui s’aggraveraient bientôt jusqu’à l’épuisement [...] ». Il critique aussi l’institutionnalisation de l’évènement durant la journée du 22 avril et le fait que « l’accent a été mis sur la prise de conscience instantanée, l’action, instantanée, les résultats instantanés » et ce au détriment d’efforts durables.  Les États-Unis ont donc selon Lowenthal une attitude ambiguë et contradictoire concernant la préservation de l'environnement : bien qu'ils sont les investigateurs de cet évènement, les américains conservent un mode de vie très polluant et le Jour de la Terre est pour eux un outil pour redorer leur image à l'international et faire oublier leur mode de vie polluant.

### Greenwashing
Parmi les autres critiques formulées à l'encontre du Jour de la Terre, on retrouve également le greenwashing, qui désigne le phénomène par lequel les entreprises présentent intentionnellement de manière trompeuse leurs produits ou services aux consommateurs pour faire croire qu'ils sont écologiques. Le greenwashing est une préoccupation croissante pour les entreprises mondiales et elles recourent de plus en plus à cette stratégie de marketing pour répondre aux attentes des consommateurs. Certaines entreprises se servent notamment du Jour de la Terre pour redorer leur image et faire croire que leurs produits et services sont plus respectueux de l'environnement et cette récupération du Jour de la Terre à des fins marketing, ce qui est critiqué par des participants de l'évènement,.